# スターラブレイション
「スターラブレイション」は、ケラケラの楽曲で、2枚目のシングル。2013年5月15日にユニバーサルシグマから発売された。

## 収録曲
1. スターラブレイション （4:37）
作詞：ふるっぺ、森さん、Litz /作曲：ふるっぺ / 編曲：松岡モトキ
  - フジテレビ木曜劇場『ラスト♡シンデレラ』主題歌
2. 虹色ハートビート （3:48）
作詞：ふるっぺ、森さん /作曲：ふるっぺ / 編曲：松岡モトキ
3. ゆらり花火 （4:25）
作詞：ふるっぺ、森さん /作曲：ふるっぺ / 編曲：田村直樹
4. 奏（かなで） （4:18）
作詞・作曲：大橋卓弥、常田真太郎 / 編曲：松岡モトキ
  - スキマスイッチの楽曲「奏」のカバー。
5. 虹色ハートビート（路上ライブバージョン）
6. スターラブレイション（Inst.）

## カバー
スターラブレイション
- 2016年6月15日、大槻唯（山下七海）が、アルバム『THE IDOLM@STER CINDERELLA MASTER Passion Jewelries! 003』にてカバー。2019年3月13日にはゲーム『アイドルマスター シンデレラガールズ スターライトステージ』に追加収録。
- 2020年10月24日、愛宮みるくが、配信限定アルバム『IMAGINATION vol.3』にてカバー。2020年12月23日にはCDが限定販売される。